# راجرسون (آیداهو)
راجرسون (به انگلیسی: Rogerson) یک منطقهٔ مسکونی در ایالات متحده آمریکا است که در شهرستان توین فالس، آیداهو واقع شده‌است.